# Grupa Pipitki
Grupa Pipitki (słow. podcelok Pipitka) – niewielka grupa górska, stanowiąca najbardziej na południe wysuniętą część Gór Wołowskich w Łańcuchu Rudaw Słowackich. Najwyższy szczyt: Pipitka (1225 m n.p.m.). Drugi co do wysokości: Osadník (1186 m n.p.m.).
Grupa ograniczona jest od zachodu Przełęczą Úhorniańską (999 m n.p.m.), a od wschodu Przełęczą Haczawską (814 m n.p.m.). Od północy ogranicza ją Štóske sedlo (798 m n.p.m.), natomiast od południa Kotlina Rożniawska i tzw. Bruzda Borczańska w osi doliny potoku Čremošná.